# Obwód kurgański
Obwód kurgański (ros. Курга́нская о́бласть) – jednostka administracyjna Federacji Rosyjskiej

## Geografia
Obwód położony jest w południowo-zachodniej Syberii. Na jego terytorium znajduje się 9 miast, 6 osiedli typu miejskiego i 1261 innych zamieszkanych miejscowości. Na południu graniczy z Kazachstanem, na zachodzie z obwodem czelabińskim, na północy z obwodem swierdłowskim i na wschodzie z obwodem tiumeńskim.

## Demografia
- Struktura etniczna (2010)
  - Rosjanie – 823 722 (92,5%)
  - Tatarzy – 17 017 (1,9%)
  - Baszkirzy – 12 257 (1,4%)
  - Kazachowie – 11 939 (1,3%)
  - Ukraińcy – 7080 (0,8%)

- Populacja: 910 807 (2010)
  - ludność miejska: 548 820 (60,3%)
  - ludność wiejska: 361 987 (39,7%)
  - Mężczyźni: 418 042 (45,9%)
  - Kobiety: 492 765 (54,1%)

- Liczba kobiet na 1000 mężczyzn: 1179

- Średnia wieku: 40,1 lat
  - ludność miejska: 39,5 lat
  - ludność wiejska: 41,0 lat
  - Mężczyźni: 37,2 lat
  - Kobiety: 42,6 lat

- Liczba gospodarstw: 370 669
  - miejskie: 226 004
  - wiejskie: 144 665

## Historia
- Obwód utworzono 6 lutego 1943.
- Order Lenina – 30 października 1959.

## Gospodarka
W obwodzie uprawia się zboże, rośliny pastewne, ziemniaki oraz warzywa. Rozwinął się przemysł elektromaszynowy, spożywczy, materiałów budowlanych, chemiczny oraz lekki.

## Tablice rejestracyjne
Tablice pojazdów zarejestrowanych w obwodzie kurgańskim mają oznaczenie 45 w prawym górnym rogu nad flagą Rosji i literami RUS.

## Sławni mieszkańcy regionu
- Jurij Bałaszow (ur. 12 marca 1949), arcymistrz.
- Leonid Chabarow (ur. 8 maja 1947), pułkownik.
- Dumitru Diacov (ur. 10 lutego 1952), mołdawski polityk.
- Wiktor Dubynin (1 lutego 1943 – 22 listopada 1992), generał armii.
- Paweł Fitin (28 grudnia 1907 – 24 grudnia 1971), szef wywiadu zagranicznego.
- Filip Golikow (29 lipca 1900 – 29 lipca 1980), marszałek Związku Radzieckiego.
- Siergiej Gricewiec (19 lipca 1909 – 16 września 1939), major pilot.
- Gawriił Ilizarow (15 czerwca 1921 – 24 lipca 1992), ortopeda.
- Józef (Bałabanow) (ur. 31 stycznia 1954), metropolita kurgański i biełozierski.
- Kirił Jewstigniejew (4 lutego 1917 – 29 sierpnia 1996), generał major lotnictwa.
- Konstantyn (Gorianow) (ur. 23 marca 1951), arcybiskup kurgański i szadriński.
- Łarisa Korobiejnikowa (ur. 26 marca 1987), florecistka.
- Grigorij Krawczenko (12 października 1912 – 23 lutego 1943), generał porucznik lotnictwa.
- Dmitrij Łośkow (ur. 12 lutego 1974), piłkarz rosyjski grający na pozycji ofensywnego pomocnika.
- Aleksandr Mieńszczikow (ur. 1 października 1973), zapaśnik w stylu klasycznym.
- Michał (Raskowałow) (10 lutego 1953 – 11 sierpnia 2008), biskup kurgański i szadryński.
- Michaił Riumin (1 września 1913 – 22 lipca 1954), zastępca ministra Bezpieczeństwa Państwowego.
- Jana Romanowa (ur. 11 maja 1983), biathlonistka.
- Siergiej Rublewski (ur. 15 października 1974), arcymistrz.
- Julija Sawiczewa (ur. 14 lutego 1987), piosenkarka.
- Jewgienija Sedowa (ur. 18 lipca 1986), biathlonistka.
- Dmitrij Sokołow (ur. 20 maja 1924), biathlonista.
- Irina Starych (ur. 26 sierpnia 1987), biathlonistka.
- Michaił Szumiłow (17 listopada 1895 – 28 czerwca 1975), generał pułkownik.
- Jelena Tiemnikowa (ur. 18 kwietnia 1985), piosenkarka i liderka trio Serebro.
- Ałła Ważenina (ur. 29 maja 1983), sztangistka.